# Manuel Rico Avello
Manuel Rico Avello y García de Lañón (Villanueva de Trevías, Astúries, 20 de desembre de 1886 – Madrid, 23 d'agost de 1936) va ser un jurista i polític espanyol, ministre de Governació (1933-34) i d'Hisenda (1935-36) durant la Segona República Espanyola. Va morir al començament de la Guerra Civil, víctima de la repressió a la zona republicana.

## Biografia
Era fill de José Rico y García de Lañón, Alcalde de Ḷḷuarca i del Concejo de Valdés, i de María dels Dolores Avello y Suárez Valdés, pertanyents a antigues famílies de la hidalguia asturiana. Del matrimoni anterior quedarien onze fills, Manuel, casat amb la seva cosina segona Castora Rico y Rivas, Antonio, Doctor en Dret i Advocat, Gil Carlos, Doctor en Ciències Químiques, tots dos solters, María, casada amb l'Enginyer militar Carlos Peláez y Pérez de Gamoneda, Adela, casada amb Enrique Cuartara Cassinello, Director General de Duanes en 1936, Asunción, Lucila, Emilia i María Dolores, solteres, Julia, casada amb el Catedràtic Florencio de Bustinza y Lachiondo, i Gonzalo, Doctor en Dret i Advocat, casat amb María de la Pureza Bermúdez de Castro y Sánchez Bálgoma.
Es va llicenciar en Dret amb Premi Extraordinari en la Facultat de Dret de la Universitat d'Oviedo, i posteriorment es va doctorar, també amb Premi Extraordinari, en la Facultat de Dret de la Universitat de Madrid, entre els anys 1908 i 1909.

### Carrera Política
Va iniciar la seva carrera política en la seva Astúries natal, ja que, entre 1920 i 1923, Rico Avello s'uneix al moviment regionalista asturià per recaptar la protecció del carbó d'Astúries mitjançant aranzels a les importacions del competidor anglès. D'aquesta manera va resultar escollit en 1921 Diputat provincial pel Partido Reformista de Melquíades Álvarez i malgrat el parèntesi que la Dictadura de Primo de Rivera va significar per a aquestes activitats, va continuar la seva adscripció a aquest corrent polític fins poc abans de la seva concurrència en 1931 a les eleccions a Corts Constituents de la Segona República.
El 24 de maig de 1930, l'encara Rei d'Espanya, Alfonso XIII, nomena a Rico Avello, Secretari General de l'Orfenat de Miners Asturians, càrrec en el qual es va mantenir fins a les eleccions generals espanyoles de 1931 deixant aquesta responsabilitat a partir de la data en el seu germà petit, Gonzalo Rico Avello, així mateix Doctor en Dret i Advocat.
Escollit Diputat a Corts per la circumscripció d'Oviedo a les eleccions de 1931 a les quals s'havia presentat com a independent per la Agrupación al Servicio de la República, de la qual formaven part Gregorio Marañón, Ramón Pérez de Ayala i José Ortega y Gasset, el seu primer càrrec de responsabilitat el va obtenir al setembre de 1933 quan va ser nomenat Sotssecretari de la Marina Civil.
Va ser nomenat Ministre de Governació al govern que entre el 8 d'octubre i el 16 de desembre de 1933 presidiria Diego Martínez Barrio, des d'on va dirigir de forma exemplar les segones eleccions generals de la República, la qual cosa li va valer el reconeixement general, per la qual cosa va tornar a assumir aquesta cartera amb el següent gabinet que sota la presidència d'Alejandro Lerroux es formaria a continuació.
El 23 de gener de 1934 abandonaria la cartera de Governació per ocupar el càrrec d'Alt Comissari del Protectorat espanyol al Marroc des d'on promouria l'acció per la qual el llavors Coronel Osvaldo Capaz ocuparia pacíficament Ifni. A partir d'aquest moment passaria a ser així mateix Governador General de tots els restants territoris de sobirania espanyola a Àfrica.
Entre el 30 de desembre de 1935 i el 19 de febrer de 1936 va formar part del govern de Manuel Portela Valladares com a titular del Ministeri d'Hisenda d'Espanya.

### Guerra Civil espanyola
A les eleccions de 1936 tornaria a ser escollit Diputat a Corts, aquesta vegada per la circumscripció de Múrcia i, quan es produí la revolta militar del 18 de juliol, és detingut i empresonat en la galeria de presos polítics de la Presó Model de Madrid, d'on serà tret per milicians anarquistes en la matinada del 23 d'agost de 1936, i assassinat a la Pradera de San Isidro de Madrid.

### Condecoracions
Va estar en possessió de les Grans Creus de l'Orde de la República Espanyola i de l'Orde del Mèrit Naval, així com d'altres condecoracions nacionals i estrangeres.